# 이그지스트 아카이브
이그지스트 아카이브(Exist Archive, 일본어: イグジストアーカイヴ, Exist Archive: The Other Side of the Sky)는 스파이크 춘소프트가 트라이에이스와 협업하여 플레이스테이션 비타와 플레이스테이션 4 비디오 게임 콘솔용으로 개발하고 배급한 롤플레잉 비디오 게임이다. 일본에서 2015년 12월에, 전 세계에서 2016년 10월에 출시되었다.

## 게임플레이
이 게임은 횡스크롤 롤플레잉 비디오 게임이다. 수많은 기자는 이 게임을 (이 또한 트라이에이스가 개발한) 발키리 프로파일 시리즈의 정신적 후속작으로 간주한다.

## 평가
| 평가                                                                  |                          |
| --------------------------------------------------------------------- | ------------------------ |
| 통합 점수 통합사 점수 메타크리틱 PS4: 69/100 [ 5 ] Vita: 68/100 [ 6 ] |                          |
| 통합 점수                                                             |                          |
| 통합사                                                                | 점수                     |
| 메타크리틱                                                            | PS4: 69/100 Vita: 68/100 |